# Giswil
Giswil je obec ve švýcarském kantonu Obwalden. Leží přibližně 8 kilometrů jihozápadně od hlavního města kantonu, Sarnenu, v nadmořské výšce 484 metrů. Žije zde přibližně 3 700 obyvatel. 

## Geografie

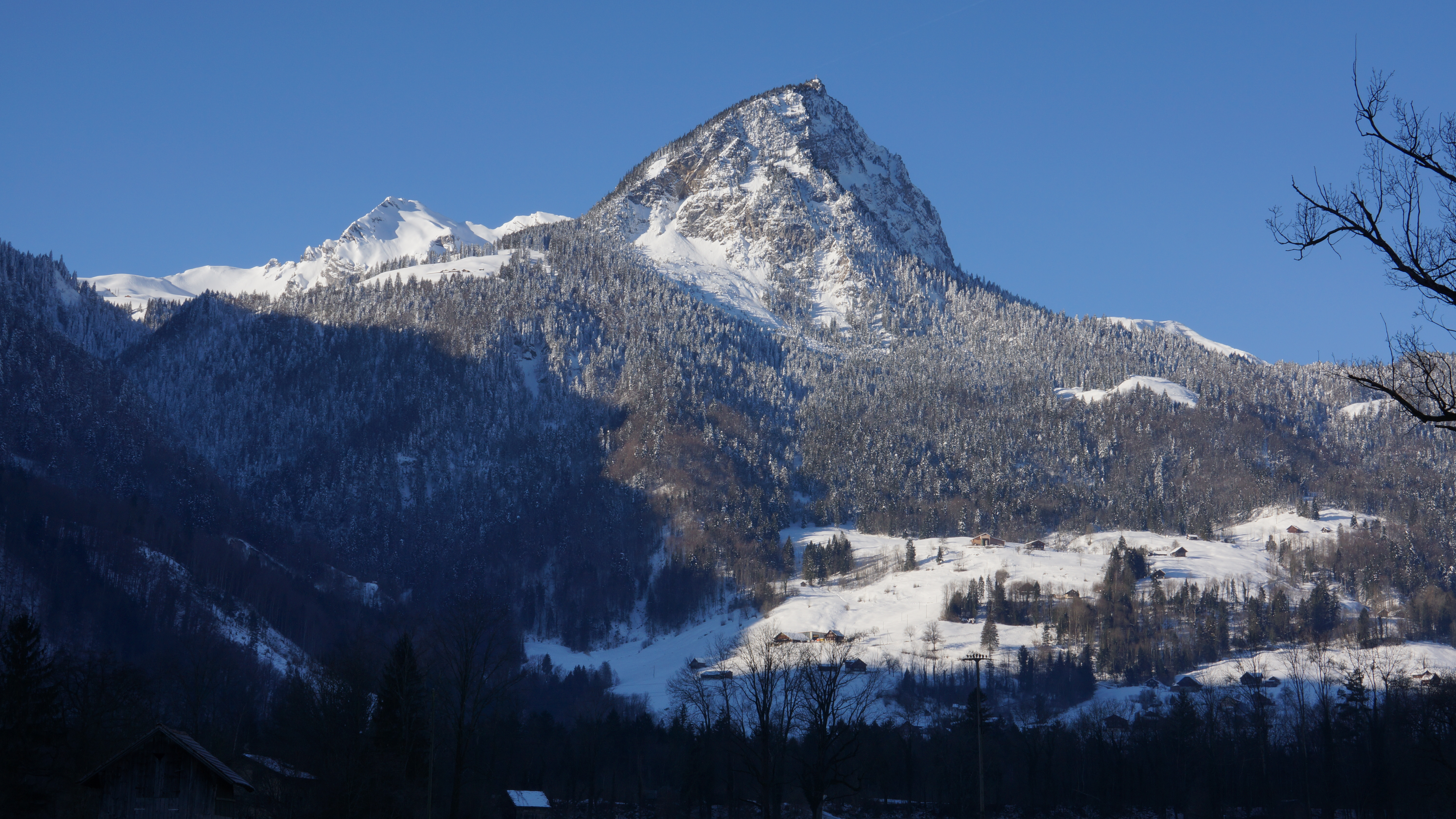
Giswilerstock

Obec Giswil se nachází v jižní části údolní oblasti kantonu Obwalden s dominantou jezera Sarnersee v nadmořské výšce 484 m n. m. a horskými oblastmi především na západ od údolí. Nejnižším bodem je hladina Sarnersee ve výšce 469 m n. m., nejvyšší bod je ve výšce 2220 m n. m., těsně pod vrcholem Brienzer Rothorn (2349,7 m n. m.).
Severozápadní horská oblast je tvořena nestabilním horninovým souvrstvím (flyš) vápnitých pískovců, jílovců a sádrovců a je využívána především pro lesní hospodářství. Horské oblasti na jihozápadě a východě jsou tvořeny stabilními skalnatými vápenci a jsou využívány pro zemědělství a lesnictví. Úpatí hor na západě je tvořeno fluviálními sprašemi a je využíváno pro zemědělství, osídlení a těžbu štěrku a dno údolí je tvořeno převážně odvodněnými mokřady a je využíváno jako osídlení, komerční a zemědělská oblast.

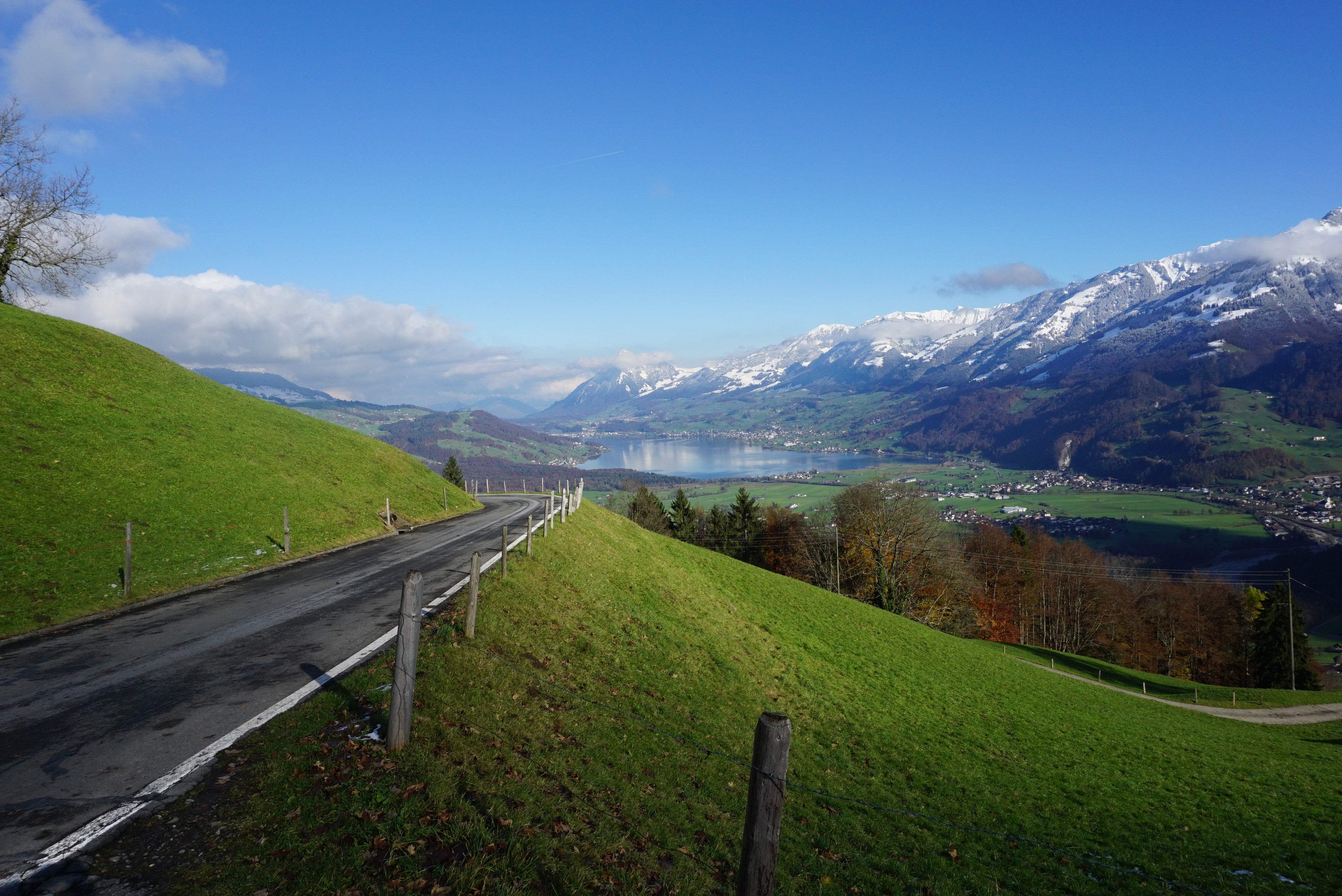
Giswil od jihu

Celková rozloha obce je 8597 ha, z toho 4541 ha (52,8 %) tvoří vegetační plochy (s lesy a křovinami), 3195 ha (37,2 %) jsou produkční plochy (např. louky, pole, alpy), 158 ha (1,8 %) jsou sídelní plochy a zbytek (703 ha 8,2 %) jsou neprodukční plochy (vodní plochy, hory bez vegetace).
Giswil má rozlohu necelých 86 km² a je stejně velký jako město Curych.
Zastavěné území obce Giswil se rozkládá na velké ploše, což obci dává z velké části charakter rozptýleného osídlení. Giswil není administrativně ani politicky členěn, ale skládá se ze místních částí Grossteil, Kleinteil, Rudenz a Diechtersmatt. Dnes již zaniklá osada Diechtersmatt se rozrostla společně se starší čtvrtí Rudenz na jihu. Tato oblast, jejíž součástí je i železniční stanice, dnes tvoří jakési centrum obce. Oblast Aaried vznikla v 19. století vysušením jezera Rudenzersee a je využívána především k pastvě. Místní část Kleinteil leží více než dva kilometry jihozápadně od obce mezi potoky Altibach a Laui na severovýchodním úpatí hory Giswilerstock. Blíže k obci se nachází hlavní osada Schribersmatt, spadající pod Grossteil se školou a sportovními zařízeními. Do místní části Grossteil mezi potoky Laui a Steinibach patří četné zemědělské usedlosti a alpské farmy rozkládající se na ploše několika kilometrů čtverečních.

### Vodstvo

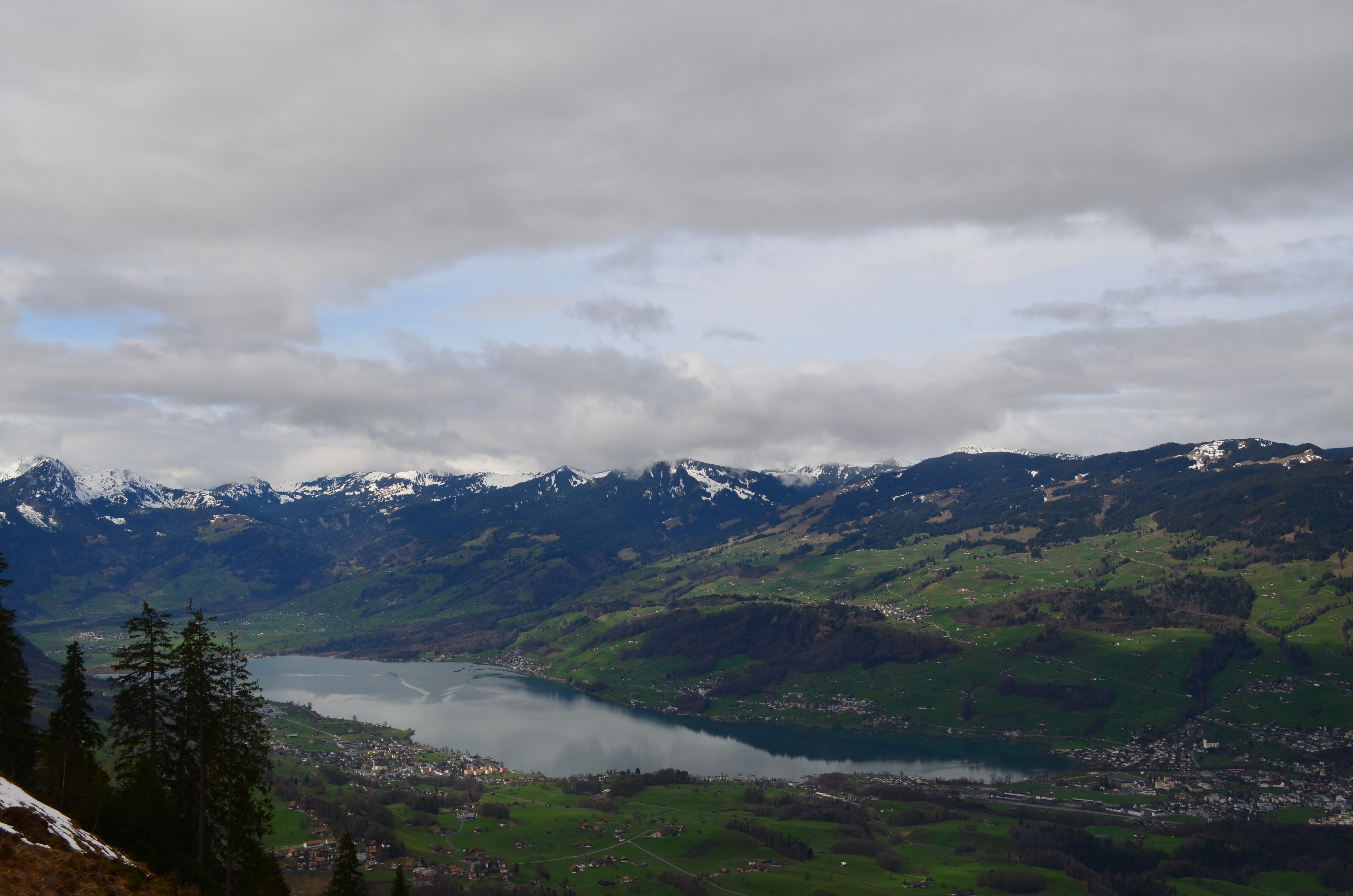
Sarnersee, Giswil vlevo vzadu

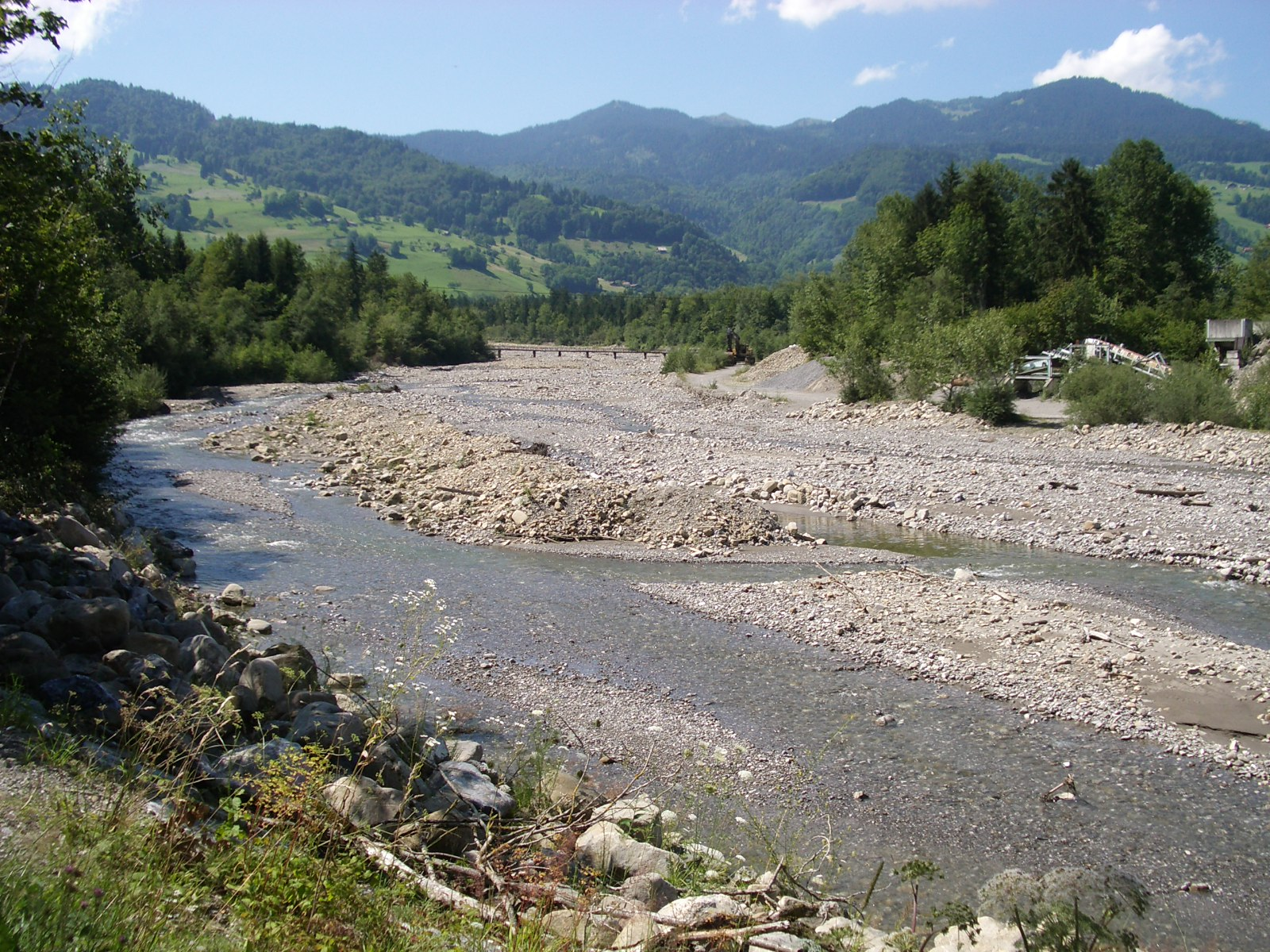
Říčka Laui

Voda z jezera Lungerersee se v tlakovém potrubí se 190metrovým spádem využívá k výrobě elektřiny v elektrárně Unteraa (dříve elektrárna Lungerersee). Turbíny a generátory elektrárny jsou umístěny v podzemním jeskynním centru Unteraa, které se nachází na území obce Giswil. Odtud teče voda jako říčka Sarner Aa (v tomto úseku také jednoduše Aa, Aawasser nebo Giswiler Aa) v kanalizovaném korytě, až se spojí s menšími toky Laui a Kleine Melchaa a vytvoří Dreiwässerkanal. To se asi po dvou kilometrech vlévá do jezera Sarnersee. Obec Giswil má ve svém katastru také malou část malý podíl jezera Sarnersee, a to v oblasti západně od ústí Dreiwässerkanalu.
Zástavba obce je utvářena říčkou Laui. Laui byla historicky příčinou mnoha katastrof. V roce 1629 například odplavila starý farní kostel a donutila obyvatele Giswilu opustit celou centrální část obce. Tato katastrofa se časově shodovala s érou honů na čarodějnice. Někdo musel vzít vinu za tuto povodeň a zkázu kostela na sebe. Farář rozpoznal viníky ve své farnosti, a tak se v Giswilu konal největší hon na čarodějnice v dějinách Švýcarska. Kromě samozvaných čarodějnic bylo mučeno, odsouzeno k smrti mečem, popraveno, rozčtvrceno a upáleno 63 osob, z toho 7 mužů a 5 dětí (4 chlapci a 1 dívka). Podle tradice se poprava konala na místě, kde dnes stojí tzv. Starý kostel, postavený na základech věže zničeného kostela.
Během silných bouřek a dlouhotrvajících srážek v nestabilní oblasti svého pramene může Laui představovat nebezpečí i v současnosti. Byly postaveny vysoké hráze a přijata další opatření, která mají snížit nebezpečí, jež potok představuje. V jeho korytě je provozována štěrkovna.
Řeka Kleine Melchaa opouští úzkou soutěsku Kleine Melchtal na východě oblasti osady Diechtersmatt a poté protéká středem obce. V letech 1936 až 1984 způsobily silné povětrnostní jevy v údolí Kleine Melchtal celkem pětkrát záplavy v oblasti osady Diechtersmatt. Při povodni v roce 2005 se řeka Kleine Melchaa stala také dravým potokem a způsobila velké škody v rozsáhlých částech osídlené oblasti. Z tohoto důvodu byl v roce 2011 zahájen projekt vodního díla Kleine Melchaa, jehož cílem je zlepšit protipovodňovou ochranu. Stavební práce za přibližně 16 milionů švýcarských franků zahrnují výstavbu sběrného kanálu naplavenin Gorgen a přeložení kanálu z oblasti Gorgen v přímé linii do jezera Sarnen. Sběrný kanál má stěnu vysokou přibližně 12 metrů a dlouhou přes 100 metrů s prostorem pro 70 000 m³ splavenin a byl vybudován v letech 2011 až 2015 východně od Diechtersmattu.

## Historie

Oblast Giswilu na leteckém snímku z roku 1967

První zmínka o obci pochází z 11. století pod názvem Kisevilare. Od 9. století byl Giswil pravděpodobně feudálním dvorem Murbachů s popravištěm na Galgenmätteli v malé části u hradu Rosenberg, sídla klášterních správců. V roce 1291 prodal Murbach panství Habsburkům. Prostřednictvím pánů z Rudenzu, zřícenina jejichž hradu je dosud patrná v jižní části obce, se úřad obecného starosty dostal ve 14. století k rodu Hunwilů, jejichž sídlo se nacházelo na místě dnešního farního kostela. Když se v roce 1362 stal starostou Obwaldenu Georg von Hunwil, došlo po vyhnání Hunwilů z Obwaldenu (1382) ke sjednocení dvorských práv a soudu, které přešly na církevní hodnostáře. V roce 1432 museli postoupit dvůr obwaldenskému hejtmanovi. V roce 1453 byla odkoupena poslední dvorská práva. Bývalý farní kostel v Giswilu, poprvé zmiňovaný v roce 1275, ale téměř s jistotou starší, je zasvěcen svatému Vavřinci. Až do zatopení v roce 1629 stál kostel na dnešním suťovisku Laui v Kleinteilu a poté byla přemístěn na kopec mezi Aariedem a Schiebenriedem. V témže roce vypukla morová epidemie a čarodějnické procesy. Kaple postavená v roce 1607 v části Grossteil je zasvěcena svatému Antonínu Poustevníkovi. V letech 1844-1847 byl nahrazen novým. V roce 1757 získal Grossteil kaplanství a v roce 1971 farnost. V roce 1684 byla vysvěcena kaple v malé části (zasvěcená sv. Antonínu Paduánskému). Farníci, kteří zpočátku patřili do dvou podfarností Grossteil a Kleinteil, se starali o společné záležitosti. Navzdory vzniku politické obce v 19. století mají obyvatelé okolních obcí stále podřadná práva při využívání horských pastvin a pozemků. Od pozdního středověku bylo zemědělství nahrazeno chovem dobytka.
Přestože obec byla zpřístupněna silnicí Brünigstrasse kolem roku 1860 a železnicí Brünigbahn v roce 1888, nevznikl zde téměř žádný průmysl. Ve druhé polovině 19. století se z ekonomických důvodů vystěhovalo mnoho rodin do Brazílie a USA. Giswil dlouho bojoval s přívaly vody. Říčka Laui opakovaně devastovala velké části údolního dna, naposledy v roce 1926. Od roku 1897 jsou potoky přehrazeny. Rudenzské jezero (dnešní oblast Aaried) bylo vyhloubeno v roce 1762 a vysušeno v roce 1850. Ostatní rákosové oblasti byly zúrodněny během druhé světové války. V roce 2000 pracovala v 1. sektoru ještě asi jedna šestina, ve 2. třetina a ve 3. o něco méně než polovina. V Giswilu se od poloviny 20. století nachází významné regionální školy – Kantonální zemědělská škola (Kantonale Landwirtschaftliche Schule) a Kantonální sedlácká škola (Kantonale Bäuerinnenschule).

## Obyvatelstvo
K 31. prosinci 2021 v obci žilo 3796 obyvatel.

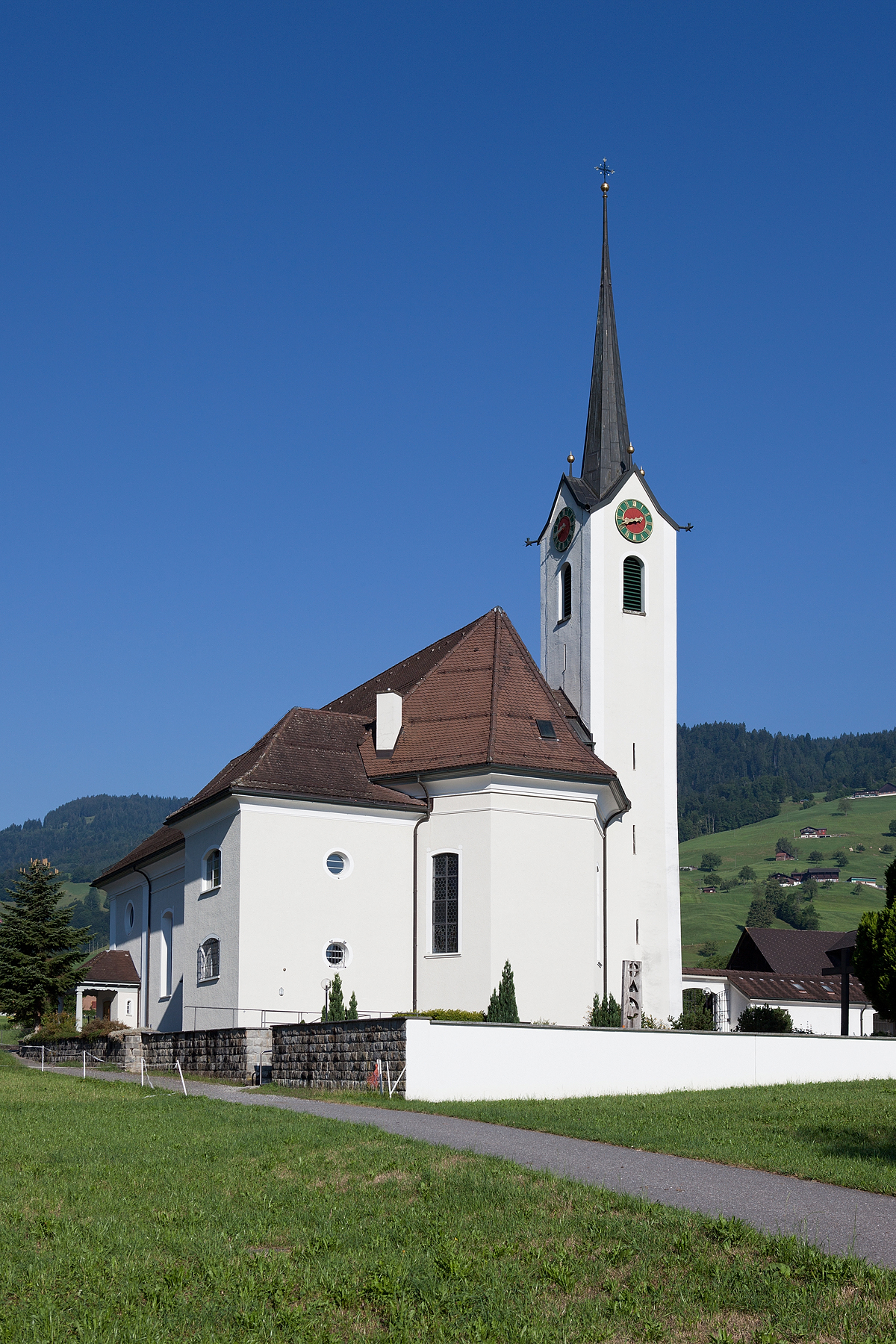
Kostel v Grossteil

### Vývoj populace
Mezi lety 1744 a 1799 počet obyvatel stagnoval. Důvodem bylo malé množství zemědělské půdy v bažinaté nížině jižně od jezera Sarnersee a přírodní katastrofy v podobě povodní. Počet obyvatel obce pak v letech 1799–1850 výrazně vzrostl (+55,3 %). Důvodem byl silný přebytek narozených dětí a postupné odvodnění bažinatých oblastí. Mezi lety 1850 a 1860 došlo k malému poklesu počtu obyvatel, který se však v 60. letech 19. století více než vyrovnal. V letech 1870–1888 se zvedla silná vlna vystěhovalectví do průmyslových oblastí Švýcarska a do zámoří (Brazílie a Spojené státy americké). To se zastavilo díky napojení na železniční trať Brünigbahn v roce 1888. Poté nastalo období růstu až do začátku první světové války (1888–1910: +22,5 %). Následovalo desetiletí nulového růstu. V následujících osmdesáti letech 20. století počet obyvatel rostl, s výjimkou období stagnace v 50. letech a poklesu v 70. letech (1970–1980: -6,0 %). Celkově se počet obyvatel od roku 1920 do roku 2000 zvýšil o 1 585 osob, tj. o 80,9 %. Od přelomu tisíciletí však roste jen pomalu.
Důvodem nárůstu bylo zlepšení služeb veřejné dopravy a zejména výstavba dálnice A8. Obec se stala atraktivní i pro dojíždějící, protože se nachází v blízkosti Sarnenu, hlavního města Obwaldenu, a Lucernu.
| Vývoj počtu obyvatel | Vývoj počtu obyvatel | Vývoj počtu obyvatel | Vývoj počtu obyvatel | Vývoj počtu obyvatel | Vývoj počtu obyvatel | Vývoj počtu obyvatel | Vývoj počtu obyvatel | Vývoj počtu obyvatel | Vývoj počtu obyvatel | Vývoj počtu obyvatel | Vývoj počtu obyvatel | Vývoj počtu obyvatel | Vývoj počtu obyvatel | Vývoj počtu obyvatel | Vývoj počtu obyvatel | Vývoj počtu obyvatel | Vývoj počtu obyvatel | Vývoj počtu obyvatel | Vývoj počtu obyvatel |
| -------------------- | -------------------- | -------------------- | -------------------- | -------------------- | -------------------- | -------------------- | -------------------- | -------------------- | -------------------- | -------------------- | -------------------- | -------------------- | -------------------- | -------------------- | -------------------- | -------------------- | -------------------- | -------------------- | -------------------- |
| Rok                  | 1744                 | 1799                 | 1850                 | 1860                 | 1870                 | 1880                 | 1888                 | 1900                 | 1910                 | 1920                 | 1930                 | 1941                 | 1950                 | 1960                 | 1970                 | 1980                 | 1990                 | 2000                 | 2010                 |
| Počet obyvatel       | 1040                 | 1037                 | 1610                 | 1579                 | 1782                 | 1786                 | 1579                 | 1711                 | 1934                 | 1959                 | 2382                 | 2437                 | 2653                 | 2656                 | 2760                 | 2595                 | 3085                 | 3435                 | 3613                 |

### Jazyky
Téměř všichni obyvatelé mluví německy jako každodenním hovorovým jazykem, a to místním alemanským dialektem, zvaným Obwaldnerdeutsch. Při sčítání lidu v roce 2000 uvedlo 95,5 % obyvatel jako svůj hlavní jazyk němčinu, 1,02 % srbochorvatštinu a 0,82 portugalštinu.

### Národnostní složení
Z celkového počtu 3 658 obyvatel na konci roku 2018 bylo 3 249 (88,82 %) švýcarských státních příslušníků. Většina přistěhovalců pochází ze střední Evropy (Německo, Polsko a Rakousko), jižní Evropy (Portugalsko, Itálie a Španělsko), bývalé Jugoslávie (Srbsko a Kosovo) a Srí Lanky. Při sčítání lidu v roce 2000 mělo 3 180 osob (92,58 %) švýcarské občanství; z toho 63 osob mělo dvojí občanství.

## Doprava

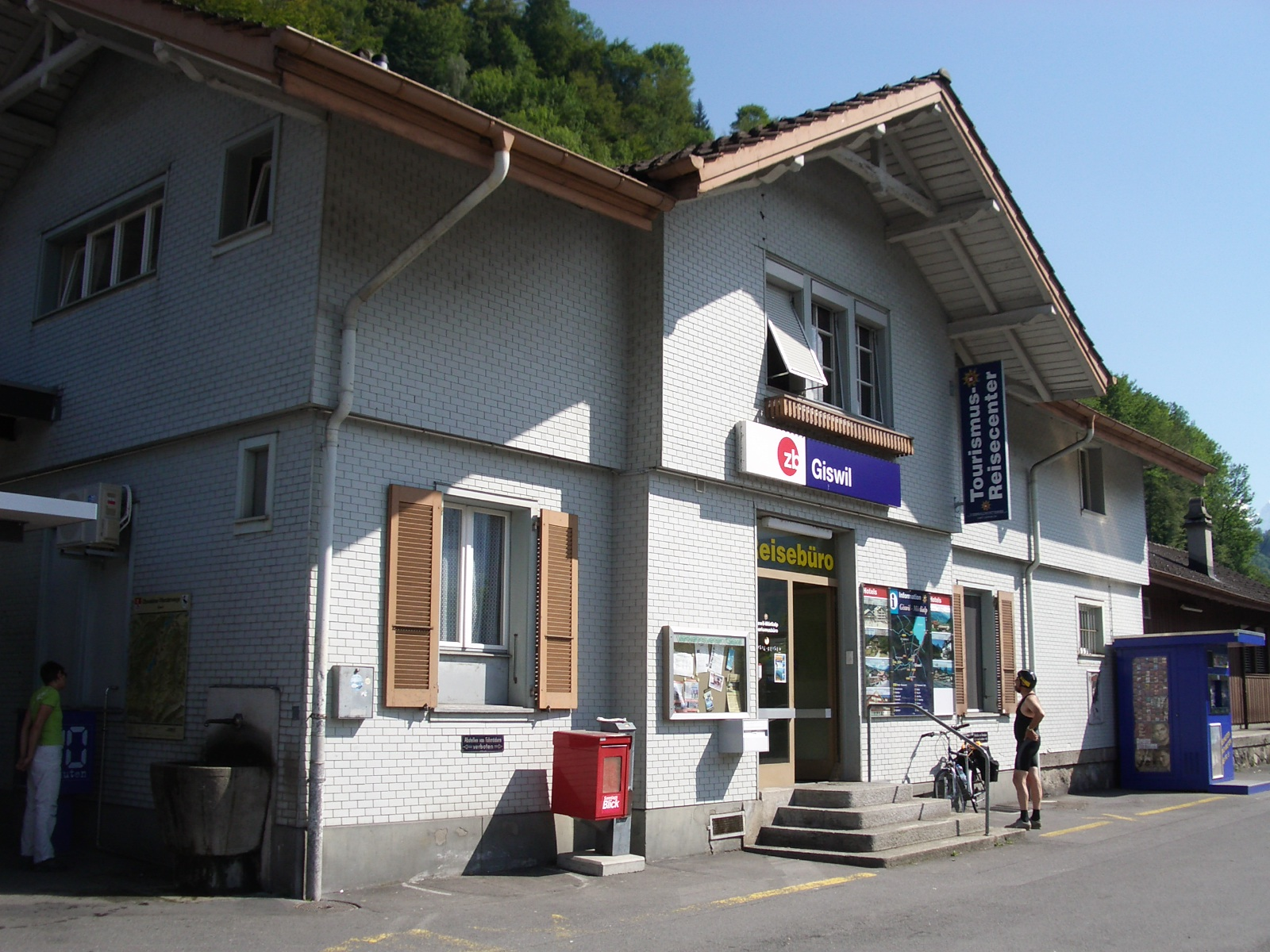
Železniční stanice Giswil

Obec leží na severním úpatí průsmyku Brünig. Prochází jí hlavní silnice, která je vedena do Giswilu jako dálnice/hlavní silnice A8. Od roku 2004 je obec díky obchvatu zbavena husté dopravy a po desetiletích hluku a zápachu se do klidné vesnice vrátil klid. Na dálnici obec získala dva sjezdy Giswil-Süd a Giswil-Nord.
Giswil leží na železniční trati Brünigbahn (součást sítě dnešní Zentralbahn), po které jezdí příměstská linka S5 z Lucernu. Bezprostředně na jih od stanice Giswil na trati začínají ozubnicové úseky, vedoucí do Kaiserstuhlu a dále do Lungernu a průsmyku Brünig.
Silnice přes průsmyk Brünig do Meiringenu (kanton Bern) byla postavena v letech 1861–1868. Kromě toho vede vyhlídková silnice se sklonem až 12 % kolem lyžařské oblasti Mörlialp přes 1611 metrů vysoký průsmyk Glaubenbielen přes Sörenberg do Entlebuchu a Schüpfheimu (kanton Lucern).